# Ус-Буолбут
Ус-Буолбут (устар. Юс-Буолбут; якут. Үс буолбут) — река в Жиганском районе Якутии, приток реки Бестях. Длина — 34 км. Впадает в Бестях справа на расстоянии 5 км от её устья.

## Данные водного реестра
По данным государственного водного реестра России и геоинформационной системы водохозяйственного районирования территории РФ, подготовленной Федеральным агентством водных ресурсов:
- Бассейновый округ — Ленский
- Речной бассейн — Лена
- Речной подбассейн — Лена ниже впадения Вилюя до устья
- Водохозяйственный участок — Лена от впадения Вилюя до водного поста ГМС Джарджан[2].